# Paul von Ploetz (Politiker)
Albrecht Karl Eduard Paul Bernd von Ploetz (* 30. Juni 1839 in Stettin; † 23. April 1915 in Groß-Weckow, Kreis Cammin) war Gutsbesitzer, preußischer Landschaftsdirektor und Politiker.

## Familie
Er entstammte dem alten pommerschen Adelsgeschlecht Ploetz, das mit Roloff de Plocech im Jahr 1290 nach dem Verkauf von Lüdershagen an die Stadt Stralsund aus dem Fürstentum Rügen nach Hinterpommern kam, und war der Sohn des Gutsbesitzers und Landrats Albert von Ploetz (1803–1876), Gutsherr auf Groß-Weckow, Schinchow, Gnageland, Deuthin und Kirsteinsdorf (alle Landkreis Cammin), und der Alexandrine von Berg (1813–1859).
Ploetz heiratete am 1. Oktober 1868 in Berlin Marie von Flemming (* 7. Januar 1843 auf Gut Basenthin, Westpommern; † 6. Januar 1925 auf Gut Groß-Weckin), die Tochter des Erblandmarschalls Franz von Flemming, Gutsherr auf Basenthin, Zebbin, Benz und Paatzig, und der Franziska von Schöning (Haus Sallenthin). Seine beiden Söhne Albrecht (1872–1945) und Bernd (1877–1945) kamen am 2./3. Mai 1945 in Tützpatz beim Einmarsch der Russen um, die beiden Töchter Vally (1871–1947) und Hertha (1876–1949) überlebten das Ende des Zweiten Weltkriegs nur knapp.

## Leben
Zunächst trat Ploetz 1854 in die preußische Armee ein, wurde 1869 Rittmeister und verließ die Armee 1878 im Rang eines Majors. Anschließend bewirtschaftete er seine Güter. Er war Fideikommissherr auf den Gütern Groß- und Klein Weckow mit Schinchow (Landkreis Cammin) und Gutsherr auf Gnageland, zuvor auf Baumgarten. Später wurde er Landschaftsdirektor, war von 1884 bis 1915 auf Präsentation des alten und des befestigten Grundbesitzes im Landschaftsbezirk Cammin und Hinterpommern Mitglied des Preußischen Herrenhauses und war Rechtsritter des Johanniterordens.

## Orden und Ehrenzeichen
- Roter Adler-Orden 3. Klasse (1900)